# Sylvie Patin
Pour les articles homonymes, voir Patin.
Sylvie Patin (née Gache) est conservatrice générale honoraire du patrimoine au musée d'Orsay et historienne de l'art. Elle s'est spécialisée dans l'étude de l'impressionnisme, plus particulièrement de Monet.

## Biographie
Sylvie Patin naît le 11 juin 1951, à Paris.
Elle obtient une licence d'histoire géographie, puis une maîtrise d'histoire à l'université Paris X. Elle est aussi ancienne élève de l'École du Louvre.
En 1972, elle effectue son stage de muséologie au musée Marmottan. En 1973, elle passe le concours des musées de France.
De 1974 à 1975, elle est conservatrice stagiaire aux musées du Jeu de Paume et de l'Orangerie, puis elle y devient conservatrice à part entière de 1976 à 1980.
En 1980, elle intègre l’équipe de Préfiguration du musée d'Orsay (dirigée par Michel Laclotte), puis en 1991, elle devient conservatrice en chef, et enfin en 2006 conservatrice générale au musée d’Orsay. Elle a été élue Correspondante de l’Académie des beaux-arts (section Gravure) en 2006. Elle est admise à la retraite du musée d'Orsay en 2016.
Elle publie plusieurs ouvrages sur le peintre Claude Monet, dont en 2016, Le Musée intime de Monet à Giverny. Elle participe au catalogue de nombreuses expositions internationales et assure le commissariat de plusieurs d’entre elles. Elle est notamment l’un des commissaires de la grande exposition Claude Monet au Grand Palais à Paris en 2010.

## Commissariat d'expositions
- Hommage à Monet, Paris, Grand Palais, 1980
- L'impressionnisme et le paysage français, Los Angeles County Museum of Art - Art Institute of Chicago - Paris, Grand Palais, 1984-1985
- Monet-Rodin, Centenaire de l'exposition de 1889, Paris, musée Rodin, 1989-1990
- Sisley, Londres, Royal Academy - Paris, musée d'Orsay - Baltimore, Walters Art Gallery, 1992-1993
- Rouen, les "Cathédrales" de Monet, Rouen, musée des Beaux-Arts, 1994
- La collection Havemeyer, Quand l'Amérique découvrait l'Impressionnisme, Paris, musée d'Orsay, 1997-1998
- Berthe Morisot, Lille, musée des Beaux-Arts - Martigny, Fondation P.Gianadda, 2002
- Jongkind, La Haye, Gemeentemuseum - Cologne, Wallraf-Richartz Museum - Paris, musée d’Orsay, 2003-2004
- Turner Whistler Monet, Toronto, Art Gallery of Ontario – Paris, Grand Palais – Londres, Tate Britain, 2004-2005
- Cézanne et Pissarro 1865-1885, New York, The Museum of Modern Art – Los Angeles County Museum of Art – Paris, musée d’Orsay, 2005-2006
- Claude Monet, Paris, Grand Palais, 2010-2011

## Prix et distinctions
- Officière de la Légion d'honneur
- Officière de l'ordre des Arts et des Lettres
- Chevalière de l'ordre des Palmes académiques[1]
- Médaille de la Ville d'Aix-en-Provence

## Ouvrages

### Publiés en nom propre
- Van Gogh en pays d'Arles, Rennes, Ouest-France, 1982, 30 p.
- Sisley  (préf. Jacques Lassaigne), Paris, Nouvelles éditions françaises, 1983, 159 p. (ISBN 2-7079-0002-8)
- À la campagne, Paris, RMN-Hazan (collection 19e siècle - Orsay), 1986
- Jardins d'hier et d'aujourd'hui, Paris, RMN-Hachette (collection Guides Paris/Orsay), 1991
- Sylvie Patin, Monet : « un œil... mais, bon Dieu, quel œil ! », vol. 131, Paris, Éditions Gallimard, 1991 (ISBN 978-2-07-034878-7, BNF 35487580).
- Monet en Grande-Bretagne, Paris, Hazan, 1994
- Cézanne, Paris, Réunion des musées nationaux - Hazan, 1995
- Van Gogh, la lumière du Midi..., Rennes, Ouest-France, 1997
- Impression... impressionnisme, Paris, Gallimard, coll. « Découvertes Gallimard Texto » (no 4), 1998, 192 p. (ISBN 2-07-053455-3)
- L’impressionnisme, Lausanne, La Bibliothèque des Arts, 2002
- Monet au musée d'Orsay, Paris, RMN, 2004
- Regards sur les "Nymphéas", de Paul Claudel à André Masson  (préf. professeur Yves Pouliquen, de l'Académie française), Paris, Réunion des musées nationaux, 2006
- Monet, Paris, Musée d'Orsay : Skira-Flammarion, 2011
- Eugène Boudin, les ciels, Rouen, éd. des Falaises, 2013
- Jongkind, une fascination pour la lumière, Rouen, éd. des Falaises, 2014
- Le musée intime de Monet à Giverny, Paris, (préf. Hugues R. Gall, de l’Institut), éditions Fondation Claude Monet Giverny - Gourcuff Gradenigo, 2016
- Berthe Morisot, dans l'intimité de l'artiste, Rouen, éd. des Falaises, 2019
- Claude Monet, sa passion pour les fleurs, Rouen, éd. des Falaises, 2020
- La féerie quotidienne selon Berthe Morisot, Paris, ateliers Henry Dougier, 2024

### Publiés à titre collectif
- Anne Distel, Michel Hoog et Sylvie Patin, L'Impressionnisme au musée du Jeu de Paume, Paris, F. Hazan, 1977
- Catalogue sommaire illustré des peintures du Musée du Louvre, tome II (Écoles étrangères), Paris, RMN, 1981
- Catalogue sommaire illustré des nouvelles acquisitions du Musée d’Orsay 1980-1983, Paris, RMN, 1983
- Chefs-d’œuvre impressionnistes du musée du Jeu de Paume, Londres, Thames & Hudson, 1984 ; Musée d’Orsay, Chefs-d’œuvre impressionnistes et post-impressionnistes du musée d’Orsay, Londres, RMN-Thames & Hudson, réédition revue et augmentée, 1986
- Le Musée d’Orsay, Paris, RMN, 1986
- Dictionnaire du Second Empire, sous la direction d’André TULARD, de l’Institut, Paris, Fayard, 1995
- Abécédaire du musée d’Orsay, Paris, Flammarion, 1996
- Avant-propos au Catalogue critique de l’œuvre de Jongkind, volume I : Peintures, établi par A. STEIN, S. BRAME, F. LORENCEAU, J. SINIZERGUES, Paris, BRAME & LORENCEAU, 2003
- Le musée d'Orsay, Paris, La Martinière, 2004
- Du côté des impressionnistes, Paris, Gallimard Jeunesse, 2010
- Guide du musée d'Orsay', Paris, Skira Flammarion, 2013
- Préface au Catalogue de gravures (1978 – 2013) d’Isabelle de Font-Réaulx, Paris, éditions Kya, 2013
- Préface au Catalogue de la vente « cher Monsieur Monet », Christie’s, Hong Kong, 26 novembre 2017
- Préface et introduction à Alfred Sisley : catalogue critique des peintures et des pastels établi par Sylvie Brame et François Lorenceau, Lausanne : Bibliothèque des arts, Paris : Galerie Brame & Lorenceau, 2021,  (ISBN 978-2-88453-228-0)